# TV Câmara (São Carlos)
TV Câmara São Carlos é um canal de televisão por assinatura brasileiro pertencente à Câmara Municipal de São Carlos. É coberta pelo canal 185 da Vivo TV e 20 da Claro TV.

## Programas[3][4]
- Sessões Ordinárias (terças-feiras)
- Sessões Extraordinárias (dias variados)

## TV Câmara São Carlos digital/virtual
Em 2014 a TV Câmara São Carlos iniciou testes com sinal digital na cidade de São Carlos no (canal 49 UHF).
Em 22 de fevereiro de 2022, foi instalada no (canal 49.3 virtual).